# Utkane z wyobrażeń
Utkane z wyobrażeń – pierwszy solowy album wokalistki zespołu Goya, Magdaleny Wójcik. Został wydany 26 marca 2010 r. Promuje go singel „Nie wymińmy się”, nagrany w duecie z Marcinem Rozynkiem, jego premiera odbyła się 19 lutego 2010. Do singla zrealizowany został teledysk, w którym jest ujęcie takie jak na zdjęciu z okładki albumu.
W lipcu 2010 roku album został nominowany do nagrody Superjedynki w kategorii „Płyta pop”.

## Lista utworów
1. „Pani nie w prost”
2. „Weszło mi w krew”
3. „Przyjaciółki”
4. „Nie wymińmy się”
5. „Halo ziemia”
6. „Dobrze, dobrze”
7. „Latawiec”
8. „Na krawędzi snu”
9. „Jak z obrazka”
10. „Jesteśmy dla siebie”
11. „Wczoraj”